# Iniesa Klaszczuk
Iniesa Anatoljeuna Klaszczuk (biał. Інеса Анатольеўна Кляшчук, ros. Инесса Анатольевна Клещук, Iniessa Anatoljewna Kleszczuk; ur. 26 sierpnia 1978 w Holczycach w rejonie słuckim) – białoruska nauczycielka i polityk, od 2008 roku deputowana do Izby Reprezentantów Zgromadzenia Narodowego Republiki Białorusi IV i V kadencji.

## Życiorys
Urodziła się 26 sierpnia 1978 roku we wsi Holczyce, w rejonie słuckim obwodu mińskiego Białoruskiej SRR, ZSRR. Ukończyła Białoruski Państwowy Uniwersytet Pedagogiczny im. Maksima Tanka, uzyskując wykształcenie nauczyciela matematyki ze specjalnością uzupełniającą „informatyka”, a także Akademię Zarządzania przy Prezydencie Republiki Białorusi ze specjalnością „Zarządzanie państwowe i miejscowe”. Pracowała jako nauczycielka matematyki i informatyki w szkołach średnich w Wiesiejach i Bokszycach w rejonie słuckim. Pełniła funkcję pierwszej sekretarz Słuckiego Komitetu Rejonowego, a następnie Słuckiego Komitetu Miejskiego Białoruskiego Republikańskiego Związku Młodzieży.
27 października 2008 roku została deputowaną do Izby Reprezentantów Zgromadzenia Narodowego Republiki Białorusi IV kadencji ze Słuckiego Okręgu Wyborczego Nr 74. Pełniła w niej funkcję członkini Stałej Komisji ds. Prawodawstwa i Kwestii Sądowo-Prawnych. Od 13 listopada 2008 roku była członkinią Narodowej Grupy Republiki Białorusi w Unii Międzyparlamentarnej. 18 października 2012 roku została deputowaną do Izby Reprezentantów V kadencji ze Słuckiego Okręgu Wyborczego Nr 67. Pełni w niej funkcję członkini Stałej Komisji ds. Prawodawstwa.

## Odznaczenia
- Medal „60 lat Wyzwolenia Republiki Białorusi od Niemiecko-Faszystowskich Najeźdźców”[1];
- Gramota Pochwalna Zgromadzenia Narodowego Republiki Białorusi[5].